# Font d'en Mascort i Font d'en Plaja
La font d'en Mascort i la font d'en Plaja formen un conjunt de Palafrugell (Baix Empordà) protegit com a Bé Cultural d'Interès Local.

## Descripció
La font d'en Mascort és al nord-est del mas del mateix nom, en una amplia i extensa fondalada del curs mitjà de la riera de Llafranc. Raja al peu d'un alt marge de l'esquerra. Ha estat modernament arranjada amb mur de pedra de Tamariu. Hi trobem un arc apuntat, uns bancs destruïts i rajoles policromes. A l'entorn hi ha restes d'estructures antigues, com el camí amb mur de contenció, a l'altre costat de la riera.
Aigües avall la fondalada s'eixampla i crea un ampli camp de pollancres. A la riba esquera, sota d'una penya de granit, hi ha les restes d'una construcció de pedra i morter per contenir l'aigua d'un petit torrent. Hi ha vestigis del mur de presa, al costat hi ha una bassa que s'omplia per mitjà d'un canaló.
El mas Mascort és situat a l'altre costat de la riera, sobre el fondal. La casa és de dues plantes i tres crugies. Ha estat molt mal reformada.

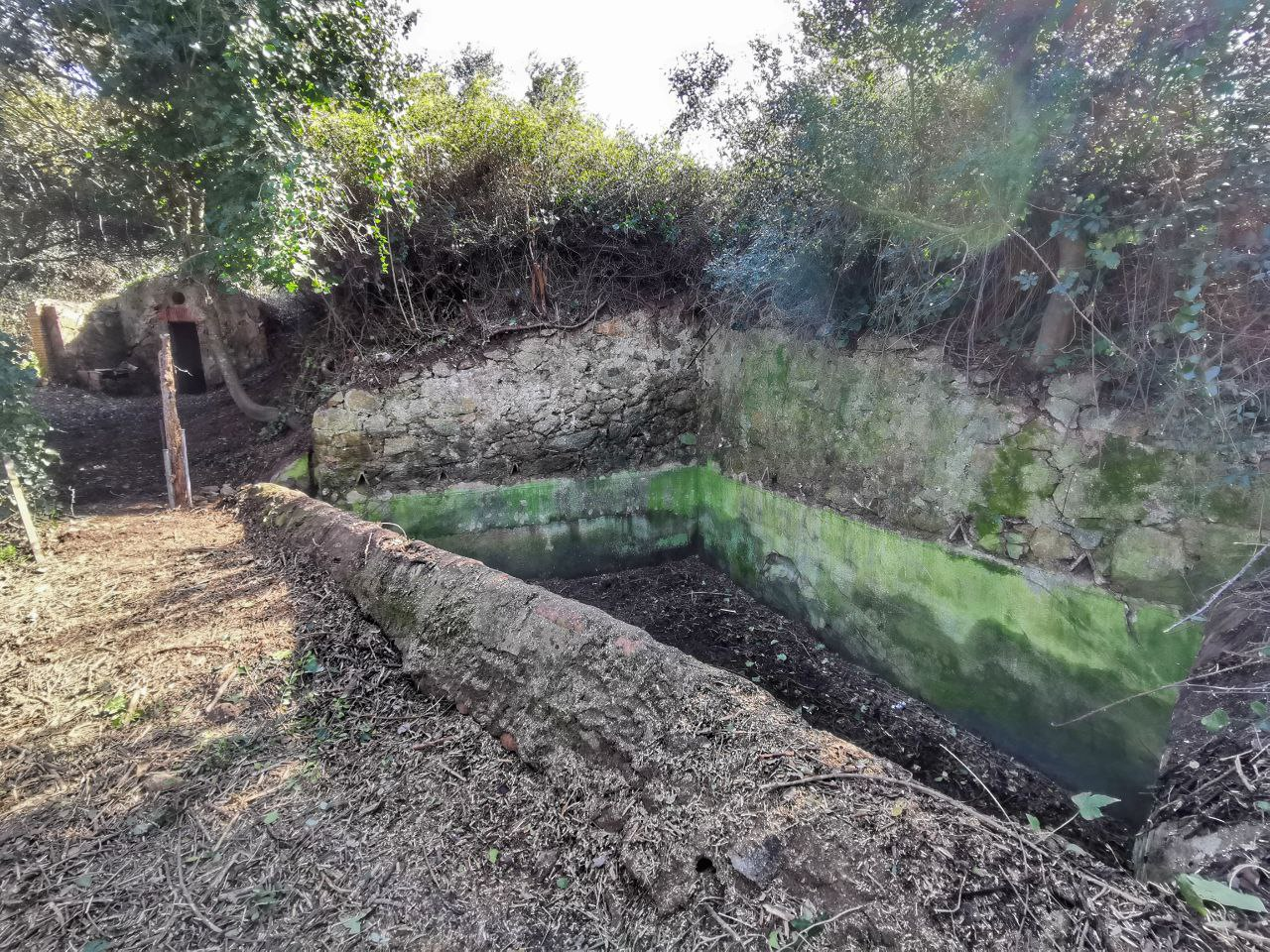
Font d'en Plaja

La font d'en Plaja es troba a uns 150m d'aquesta aigües avall, al marge esquerre de la riera, a la part alta d'unes feixes esglaonades. Es troba abandonada i coberta per bardisses i, per tant, costa de trobar. A tocar del camí que portava a Sant Sebastià trobem una caseta adossada al marge amb volta de maó i un banc d'obra. La caseta té una espitllera a cada costat de la porta i un òcul a sobre. La front brolla a l'exterior en un mur de pedra i morter. Al costat hi ha una bassa o safareig d'obra.
El 27 de febrer de 2021, l'Agrupació Excursionista de Palafrugell, va iniciar un projecte de recuperació de les fonts del municipi. Les dues primers fons per on van començar, van ser les d'en Mascort i d'en Plaja.
Prop de la font d'en Mascort hi predominen les alzines i pollancres. També trobem dues magnòlies.

## Història
La font d'en Mascort i el seu entorn els arranjà el propietari del mas Mascort pels anys 1960. Ara resta força abandonada. La font d'en Plaja és oblidada i abandonada del tot.